# 聖克魯斯 (牙買加)
聖克魯斯是牙買加的城鎮，位於該國西南部，由聖伊麗莎白區負責管轄，始建於1950年代，主要經濟活動是開採鋁土礦，該鎮有多間雪茄廠，2012年人口7,877。
18°03′N 77°42′W / 18.050°N 77.700°W